# Nevería II
Nevería II är en ort i Mexiko.   Den ligger i kommunen Huimilpan och delstaten Querétaro Arteaga, i den centrala delen av landet, 160 km nordväst om huvudstaden Mexico City. Nevería II ligger 2 376 meter över havet och antalet invånare är 250.
Terrängen runt Nevería II är huvudsakligen kuperad, men åt sydväst är den platt. Runt Nevería II är det ganska tätbefolkat, med 78 invånare per kvadratkilometer. Närmaste större samhälle är Huimilpan, 5,3 km norr om Nevería II. I omgivningarna runt Nevería II växer huvudsakligen savannskog.